# Cultura de Cabo Verde
La cultura de Cabo Verde refleja sus raíces africanas y portuguesas. En el ámbito de la literatura se destacan obras como Claridade, Negrume y otros, y escritores como Sergio Frusoni, Manuel Lopes y Ovídio Martins. Existe varios ritmos y variedades musicales propias como el morna, funaná, coladera, tabanka y más. 
Es bien conocida por sus diversas formas de música como el Morna y una variedad grande de danzas: la danza suave y su versión modernizada, passada, el Funaná - una danza sensual con mezclas africanas y portuguesas, la extrema sensualidad de coladeira, y la danza Batuque. Estas son un reflejo de los orígenes diversos de los residentes de Cabo Verde. Entre los cantantes famosos se puede mencionar a Cesária Évora y Tcheka. El término "criollo" es utilizado para referirse a los residentes como también a la cultura de Cabo Verde.

## Literatura de Cabo Verde
La literatura de Cabo Verde es una de las más ricas de África lusitana. 
- Poetas: Eugénio Tavares, B.Léza, João Cleofas Martins, Luís Romano de Madeira Melo, Ovídio Martins, Jorge Barbosa, Corsino Fortes, Baltasar Lopes da Silva (Osvaldo Alcântara), João Vário, Oswaldo Osório, Arménio Vieira, Vadinho Velhinho, José Luís Tavares, Carlos Baptista, etc.

- Autores: Manuel Lopes, Henrique Teixeira de Sousa, Germano Almeida, Luís Romano de Madeira Melo, Orlanda Amarílis, Jorge Barbosa, Pedro Cardoso, Mário José Domingues, Daniel Filipe, Mário Alberto Fonseca de Almeida, Corsino Fortes, Arnaldo Carlos de Vasconcelos França, António Aurélio Gonçalves, Aguinaldo Brito Fonseca, Ovídio Martins, Oswaldo Osório, Dulce Almada Duarte, Manuel Veiga

- Cuentos famosos: Ti Lobo and Chibinho

## Música

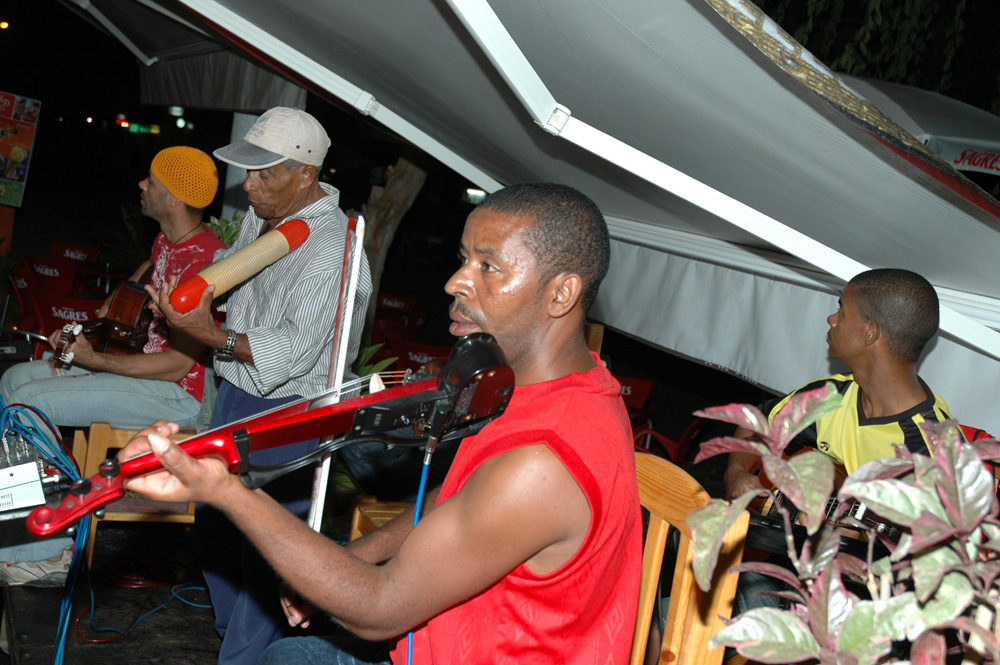
Un grupo típico de morna.

Cabo Verde es conocido internacionalmente por la morna, una forma de música folclórica usualmente cantada en el Criollo caboverdiano, acompañado por clarinete, violín, guitarra y cavaquinho. Las islas también tienen géneros nativos como el funaná, el batuque, la coladeira y la mazurca.
Cesária Évora es quizás la cantante internacionalmente más conocida de morna. Ha alcanzado fama mundial, contando entre sus fanes algunas personas famosas como Madonna y Julio Iglesias. Otros nombres importantes del género son Chico Serra, Tito Paris, Teófilo Chantre, Mayra Andrade, Ana Firmino y otros.

## Juegos
Muchos juegos se celebran regularmente en lugares de encuentro como plazas. Estos son una forma importante de interacción social, y a veces se desarrollan torneos informales que captan la atención del público. Junto a estos juegos, hay muchos juegos de cartas como la brisca y el chinchón, y otros juegos como el oware.